# Gazit-Globe
Gazit-Globe é uma rede comercial de supermercados e shoppings israelense, sediada em Tel Aviv.

## História
A companhia foi estabelecido em 1982.

## Ver também

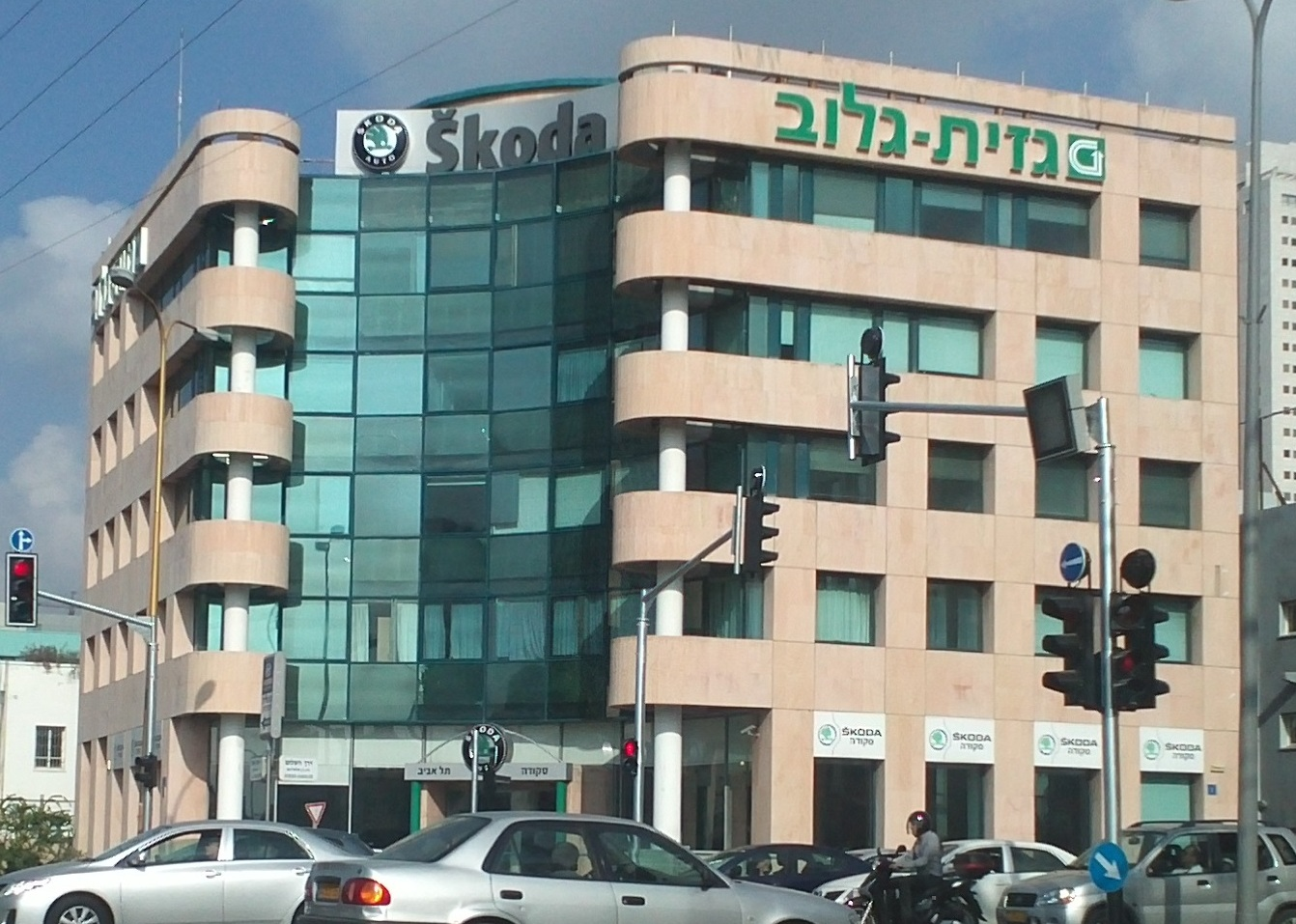
Sede da Gazit-Globe